# 東京義塾
東京義塾（越南语：／），是一所存在時間較短但具有重要歷史意義的教育機構。它位於越南河內，創設目的為改革20世紀初期處於法國殖民統治下的越南社會。
東京義塾成立於1907年3月，主要創辦者為梁文玕以及其他著名愛國者如潘佩珠、潘周楨。他們主張放棄儒家思想，並學習西方和日本的新思想。作为教学的新途径，該教育機構使用拉丁化拼音文字國語字來出版教材和報紙，對國語字的普及起到了促進作用，並從某種程度上降低了傳統的漢喃文的影響。该校给任何想了解新思想的人提供免费授業。
東京義塾將文言文並列與国语字文、法語一併教授。東京義塾的機關杂志《登鼓叢報》採用了文言文、国语字文兩版併載的形式，這是河內第一次用国语字發行報紙。1907年3月28日號的《登鼓叢報》以「安南人應該寫安南文字」為題，主張「喃字沒有規範誰都寫成自己想寫的那樣，因此必須推測才能讀；漢字為外國借來的文字學習困難；国语字出現較晚而且使用人少，但能完全表現我們的想法，沒有錯誤，而且容易學習」。
法國殖民當局在1907年11月將其關閉。1908年3月，法國人將越南中部地區的抗稅活動和一起企圖毒殺法國士兵的事件归咎於該校的领导人。随后，該校所有的負責人皆被逮捕，該校的出版物也受到了打压。文言文也遭到廢除，法国殖民当局借用国语字向法語过渡，使得親法的越南人增加了。

## 脚注
1. ↑  岩月純一，《近代越南的漢字問題》。

## 外部連結
- Website ĐHQGHN - Tóm tắt các báo cáo tham luận Hội thảo kỷ niệm 100 năm phong trào Đông kinh nghĩa thục tại Đại học Quốc gia Hà Nội. Hà Nội, ngày 22/5/2007 的存檔，存档日期2007-06-30.

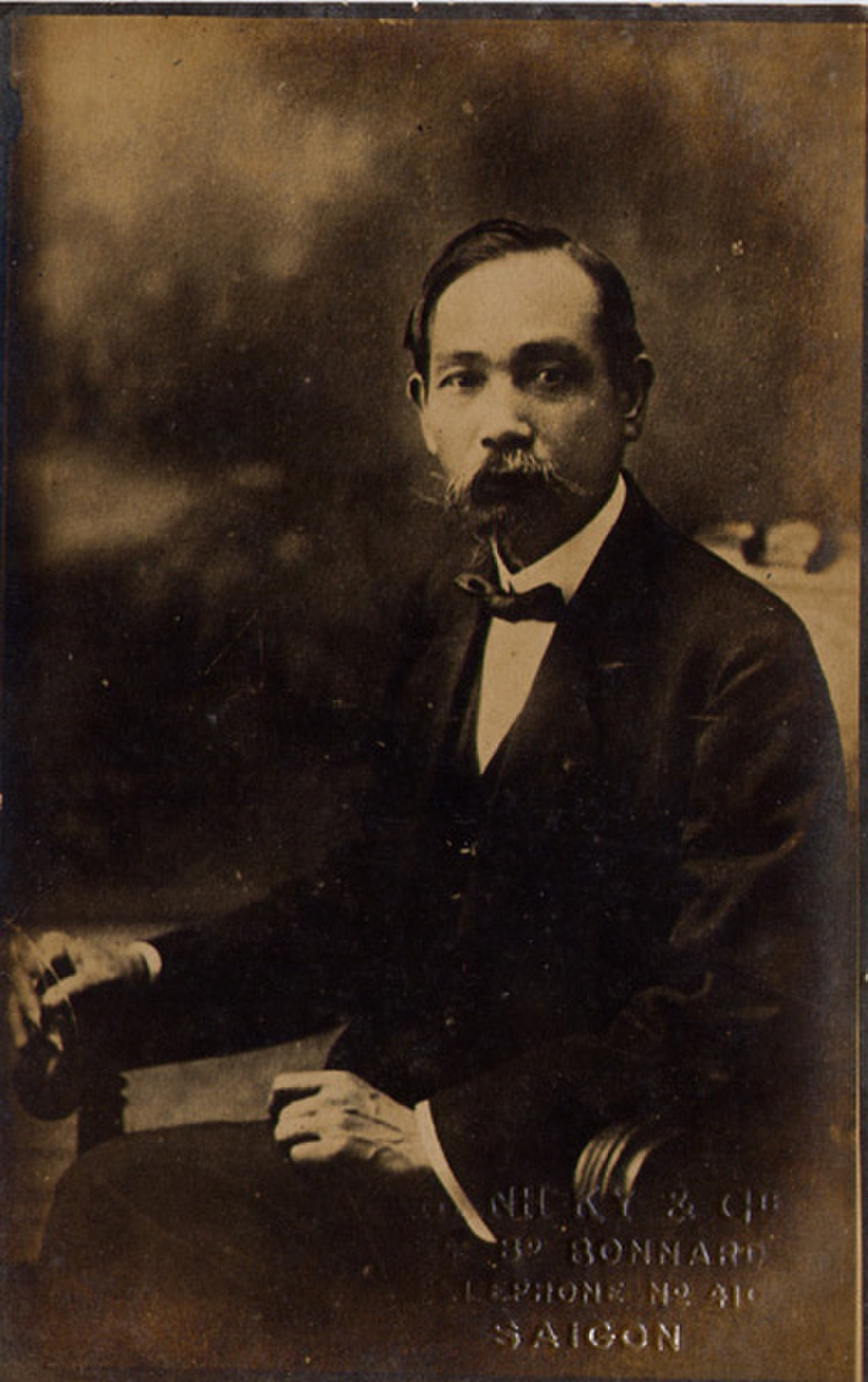
東京義塾創辦者之一的潘周楨。

- 100 năm Đông Kinh Nghĩa Thục và công cuộc cải cách giáo dục ở Việt Nam hiện nay. Websie ĐHQGGHN 的存檔，存档日期2007-09-27.
- Đông kinh nghĩa thục - nét son chói lọi năm Đinh Mùi 1907 （页面存档备份，存于）